# 33100 Удіне
33100 Удіне (33100 Udine) — астероїд головного поясу, відкритий 28 грудня 1997 року.
Тіссеранів параметр щодо Юпітера — 3,559.
Названо на честь Удіне (італ. Udine, вен. Ùdine) — міста та муніципалітету в Італії, у регіоні Фріулі-Венеція-Джулія, столиці провінції Удіне.